# Championnat d'Afrique masculin de basket-ball 1999
Navigation
Sénégal 1997 Maroc 2001
Le championnat d'Afrique de basket-ball 1999 est la vingtième édition du championnat d'Afrique des nations. Il s'est déroulé du 29 juillet au 6 août 1999 à Luanda en Angola. L'Angola remporte son cinquième titre et se qualifie pour les Jeux olympiques de Sydney.

## Classement final
| Position | Équipe         | Bilan |
| -------- | -------------- | ----- |
| 1        | Angola         | 7v-0d |
| 2        | Nigeria        | 5v-2d |
| 3        | Égypte         | 6v-1d |
| 4        | Mali           | 3v-4d |
| 5        | Tunisie        | 4v-2d |
| 6        | Algérie        | 3v-3d |
| 7        | Sénégal        | 3v-3d |
| 8        | Côte d'Ivoire  | 2v-4d |
| 9        | Cap-Vert       | 3v-3d |
| 10       | Mozambique     | 1v-5d |
| 11       | Maroc          | 1v-5d |
| 12       | Afrique du Sud | 0v-6d |